# ووكر (لاعب كريكت)
ووكر (1765 بإنجلترا في المملكة المتحدة - ) (بالإنجليزية: Walker)‏ هو لاعب كريكت بريطاني. لعب مع Kent county cricket teams ‏.